# キャロライン・サンシャイン
キャロライン・サンシャイン（Caroline Sunshine, 1995年9月5日 - ）は、アメリカ合衆国出身の女優である。

## 出演作品

### テレビ
- 天才学級アント・ファーム
- シェキラ!（ティンカ・ヘッセンヘファー）

### 映画
- サーフィン ドッグ